# Toxotes oligolepis
Toxotes oligolepis là một loài cá thuộc họ Toxotidae. Chúng là loài đặc hữu của Úc.